# Giuseppe Bottai
Giuseppe Bottai (3 de setembro de 1895 — 9 de janeiro de 1959) foi um advogado, economista, jornalista e político italiano. Ele foi um importante membro do Partido Nacional Fascista e teórico do fascismo.

## Ativismo político
Bottai foi um dos agitadores que, ao lado de Mussolini, ajudaram a estabelecer os fasci, as atividades dos camisas-negras (inclusive a Marcha sobre Roma) e a fundar o Partido Nacional Fascista.
Nascido em Roma, Bottai ascendeu no Fascismo, apesar de certa oposição de elementos conservadores, alcançando os cargos de Ministro da Educação, Ministro das Corporações e prefeito de Roma. No governo, tomou medidas antidemocráticas e perseguiu os judeus. Foi também o principal redator da Carta del Lavoro, que regulamentou as relações trabalhistas na Itália fascista e foi um símbolo do regime.

### Ideário
Bottai atuou na fundamentação política do Fascismo. Ele editou o periódico Il Popolo d'Italia e, mais tarde, fundou a influente revista Critica fascista. Sua concepção política era a da superação da Revolução Francesa pelo movimento fascista, através da união dos esforços do povo num partido único. Os mais destacados membros da intelectualidade nacional seriam aclamados como expoentes do partido, que garantiria a livre circulação de ideias entre os cidadãos, intermediada pelas corporações. As opiniões de Bottai foram frequentemente atacadas, especialmente por fascistas conservadores, que reprovavam os debates no Critica fascista e pregavam o totalitarismo.

### Segunda Guerra Mundial
Após a invasão da Sicília, o Grande Conselho do Fascismo, do qual Bottai era membro, decide pela derrubada de Mussolini e pela adesão aos Aliados. Com o passar dos anos, Bottai passa, gradualmente, a defender uma posição mais democrática. Ele chega a exaltar a Revolução Francesa, que combatera quando jovem. Bottai se alista na Legião estrangeira, adota o codinome Andrea Battaglia e luta contra os alemães. Na Itália, foi condenado à morte, juntamente com outros ex-fascistas, pelo processo de Verona. Com a queda definitiva da República Social Italiana, Bottai pode retornar à Itália, onde vive seus últimos anos.